# Alessandro Roja

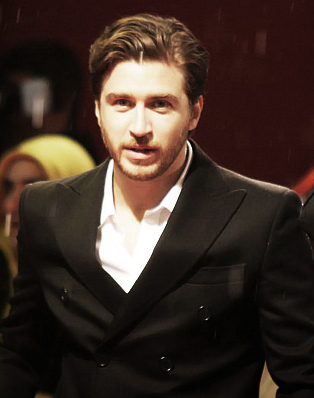
Alessandro Roja (2010)

Alessandro Roja (* 4. Juni 1978 in Rom) ist ein italienischer Schauspieler, Drehbuchautor und Filmproduzent.

## Leben
Roja wurde am 4. Juni 1978 in Rom geboren. Er studierte am Centro Sperimentale di Cinematografia Schauspiel und machte dort 2003 seinen Abschluss. Im selben Jahr debütierte er im Kurzfilm Il naso als Filmschauspieler. 2014 folgte eine weitere Rolle mit dem Kurzfilm Corpo immagine. Ab 2004 verkörperte er bis 2005 in 25 Episoden der Fernsehserie Incantesimo die Rolle des  Armando Sousa. In den folgenden Jahren konnte er sich durch Episodenrollen in verschiedenen Fernsehserien wie Don Matteo und Besetzungen in Spielfilmen wie Das ganze Leben liegt vor Dir als Schauspieler etablieren. Von 2008 bis 2010 spielte er in 22 Episoden der Fernsehserie Romanzo Criminale – Der Pate von Rom die Rolle des Dandi. 2012 spielte er in Diaz – Don’t Clean Up This Blood die Rolle des  Marco Cerone. 2014 wirkte er im Musikvideo zum Lied Il rimedio la vita e la cura der Sängerin Chiara Galiazzo mit. Im Folgejahr stellte er in der Fernsehserie 1992 – Die Zukunft ist noch nicht geschrieben die Rolle des Rocco Venturi dar. Außerdem wirkte er ab demselben Jahr bis einschließlich 2018 in 42 Episoden der Fernsehserie È arrivata la felicità mit. Eine Nebenrolle hatte er 2018 in Sono Tornato inne. Von 2019 bis 2021 übernahm er die Rolle des Zio Daniele in der Fernsehserie La compagnia del cigno. 2022 stellte er in acht Episoden der Fernsehserie Non mi lasciare die Rolle des Daniele Vianello dar und spielte eine der Hauptrollen als Sorriso in Zwei wie Pech und Schwefel. Im selben Jahr schrieb er für sieben Episoden der Fernsehserie Il Grande Gioco das Drehbuch. 2023 fungierte er im Film Con la grazia di un Dio als Drehbuchautor und Filmproduzent.
Er ist mit Claudia Ranieri, Tochter des italienischen Fußballspielers und -trainer Claudio Ranieri, verheiratet. Er ist Vater eines Sohnes.

## Filmografie (Auswahl)

### Schauspiel
- 2003: Il naso (Kurzfilm)
- 2004: Corpo immagine (Kurzfilm)
- 2004–2005: Incantesimo (Fernsehserie, 25 Episoden)
- 2008: Don Matteo (Fernsehserie, Episode 6x06)
- 2008: Das ganze Leben liegt vor Dir (Tutta la vita davanti)
- 2008: Sono viva
- 2008–2010: Romanzo Criminale – Der Pate von Rom (Romanzo criminale – La serie, Fernsehserie, 22 Episoden)
- 2009: Feisbum
- 2009: Repeat 'I Stepped in Shit with My Flip Flop' (Kurzfilm)
- 2010: Tutto l'amore del mondo
- 2010: Crimini (Fernsehserie, Episode 2x05)
- 2010: L'erede – The Heir
- 2010: Videolove (Kurzfilm)
- 2010: Henry's Love (Kurzfilm)
- 2011: I più grandi di tutti
- 2011: Orizzonti (Kurzfilm)
- 2011: My Wildest Dark (Kurzfilm)
- 2012: Diaz – Don’t Clean Up This Blood (Diaz)
- 2012: Magnifica presenza
- 2012: L'olimpiade nascosta (Fernsehfilm)
- 2012: The Pills (Fernsehserie, Episode 1x23)
- 2013: Atto unico (Fernsehserie, Episode 1x10)
- 2013: 18 mq (Kurzfilm)
- 2013: Song 'e Napule
- 2013: La farfalla granata (Fernsehfilm)
- 2013: La fuga (Kurzfilm)
- 2014: Bloodhound (Kurzfilm)
- 2015: 1992 – Die Zukunft ist noch nicht geschrieben (1992 – Il futuro non è ancora stato scritto, Fernsehserie, 10 Episoden)
- 2015: Solo per il weekend
- 2015: Tutto può succedere (Fernsehserie, Episode 2x26)
- 2015–2018: È arrivata la felicità (Fernsehserie, 42 Episoden)
- 2017: Ab heute sind wir ehrlich (L‘ora legale)
- 2017: Di padre in figlia (Miniserie, 3 Episoden)
- 2017: Cinecittà Babilonia (Dokumentation; Sprechrolle)
- 2017: The End? (In un giorno la fine)
- 2018: Sono Tornato
- 2018: Restiamo amici
- 2019: Giovanna Streng Geheim (Ma cosa ci dice il cervello)
- 2019–2021: La compagnia del cigno (Fernsehserie, 24 Episoden)
- 2020: Mai scherzare con le stelle (Fernsehfilm)
- 2020: Si muore solo da vivi
- 2021: Diabolik
- 2022: Non mi lasciare (Fernsehserie, 8 Episoden)
- 2022: Zwei wie Pech und Schwefel (Altrimenti ci arrabbiamo)

### Filmschaffender
- 2022: Il Grande Gioco (Fernsehserie, 7 Episoden, Drehbuch)
- 2023: Con la grazia di un Dio (Drehbuch und Regie)